# Loiter Squad
Loiter Squad est une émission de télévision américaine créée par le collectif de rap américain Odd Future. On y retrouve entre autres Tyler, the Creator et sa bande d'amis réaliser des canulars et cascades toutes aussi farfelues les unes que les autres. On y retrouve également les musiques du collectif à travers les épisodes. 
En France, l'émission est diffusée dans la case [adult swim] sur Enorme TV de avril 2015 à mars 2016 puis rediffusé sur Toonami dès le 20 mars 2020.
Au Canada, la série est diffusée sur Adult Swim Canada.

## Histoire
L'émission fut annoncée début 2011, comme un mélange entre Jackass et Chappelle's Show. C'est d'ailleurs Dickhouse Productions, les mêmes créateurs de Jackass, qui produisent la série (à travers la structure Gorilla Flicks à partir de la saison 3, conjointement avec Flog Gnaw Films).
Elle est diffusée la première fois sur Adult Swim (une branche de Cartoon Network) le 25 mars 2012.

## Distribution
- Tyler Haley (Tyler, The Creator)
- Davon Wilson (Jasper Dolphin)
- Travis Bennett (Taco Bennett)
- Lionel Boyce (L-Boy)
- Vyron Turner (Left Brain)
- Domonique Cole (Domo Genesis)
- Jet Set Hudson
- Mike Griffin II (Mike G)
- Bam Margera (Guest dans l'épisode 5[3])
- Thebe Neruda Kgositsile (Earl Sweatshirt)